# 풍천중학교
풍천중학교(豊川中學校)는 대한민국 경상북도 안동시 풍천면 갈전리에 있는 공립 중학교이다.

## 학교 연혁
- 1946년 9월 1일 : 광덕중(사립) 제1회 입학
- 1954년 4월 1일 : 신망중(사립) 제1회 입학
- 1972년 12월 28일 : 풍강중학교 설립 인가
- 1973년 2월 28일 : 교사 신축 (11개교 교실 준공)
- 1973년 3월 1일 : 초대 정용조 교장 취임
- 1973년 4월 9일 : 개교식 거행(교명 풍강중학교)
- 1974년 1월 21일 : 교명 변경(교명 풍천중학교)
- 2012년 9월 5일 : 학교 신설대체 이전 (풍천면 갈전리) 행정예고
- 2016년 1월 27일 : 신도청 소재지 현 위치로 이전
- 2017년 3월 1일 : 경북 정체성교육 선도학교 운영
- 2017년 10월 31일 : 에너지절약 연구학교 최종 보고회
- 2018년 3월 2일 : 경북교육청지정 인성교육중점학교 운영
- 2023년 1월 5일 : 제74회 졸업식(졸업식 총수 8,272명)
- 2023년 3월 1일 : 제21대 김옥기 교장 취임
- 2023년 3월 2일 : 신입생 입학(275명)

## 참고 자료
- 풍천중학교 - 한국교육학술정보원 학교알리미